# De Meeûs d'Argenteuil

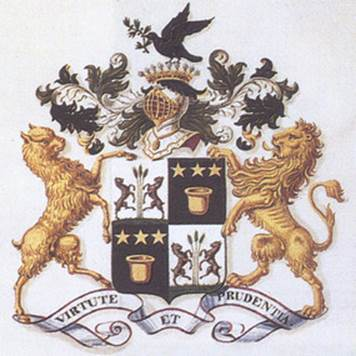
Wapenschild

De Meeûs d'Argenteuil  is de naam van een Belgische adellijke familie  die afstamt van de Brabantse familie Meeûs, verwant met leden van de Zeven geslachten van Brussel, meer bepaald met de families Van der Borcht, 't Kint en Dansaert. Alle leden van de adellijke tak voeren de titel van graaf of gravin.

## Voorgeschiedenis
Het is in 1836 dat Ferdinand Meeûs (1798-1861), gouverneur geworden van de 'Société Générale' of 'Algemeene Maatschappij', in de adel van het Koninkrijk België werd opgenomen met de titel van graaf en het partikel de. De nazaten mochten vanaf 1938 'd'Argenteuil' aan hun familienaam toevoegen.
Het is niet uitgesloten dat hij een ver familielid was (alvast geen afstammeling) van Jean-Philippe Meeûs, oud-militair die in 1688 adelsverheffing verkreeg (uitgestorven tak), of van diens neef Paul Meeûs, schepen van de tolkamer in Brussel, die eveneens adelsverheffing kreeg in 1689, maar kinderloos overleed. Ferdinand Meeûs gebruikte hetzelfde wapen als deze naamdragers Meeûs van twee eeuwen voordien. 
Het was trouwens al langer als familiewapen in gebruik voor enkele prominente leden van deze familie die lid waren van de Brusselse ambachten, zoals: 
- Antoon Meeûs, in 1713 deken van het schoenmakersambacht;
- Gillis Meeûs, in 1737 van het timmerliedenambacht;
- Jacobus Meeûs, in 1776 van het broodbakkersambacht;
- Ferdinand Meeûs, in 1794 van het brouwersambacht.

Een dubbele alliantie kwam tot stand tussen Meeûs en afstammelingen van Jan-Carel van der Borcht, Generael raedt van Zijne Majesteits Munt en broer van de Latijnse dichter Petrus van der Borcht.

## Afstamming
- De zeventiende-eeuwse voorvader was Marc Meeûs (1606-1650) die trouwde met Barbe Van der Veken (overleden in 1670). 
  - Hij had een zoon Jean-Baptiste Meeûs (1647-1694), die trouwde met Eléonore Touron (1652-1696) en die wijnhandelaar en deken van de Lakengilde was. 
    - Die had een zoon Jean-Baptiste Meeûs (1672-1734), pachter van de Munt, getrouwd met Catherine van Cutsem (1680-1755) en zij hadden een zoon.
      - Jean-François Meeûs (1717-1792), die trouwde met Barbe d'Huvetter (1736-1781) en die deken was van het brouwersambacht. Dit paar had twee zoons. 
        - Henri-Adrien (1763-1849), die trouwde met Marie-Madeleine Van der Borcht (1771-1837).
          - De zoon, Pierre-Joseph Meeûs (1793-1873), trouwde met Thérèse van der Maelen (1792-1850) en na haar overlijden in 1851, met degene die jarenlang zijn bijzit was, Louise Lavallée de Neven (1822-1869), bij wie hij zeven kinderen had verwekt. Deze Pierre-Joseph eindigde zijn loopbaan als voorzitter van het Belgische Rekenhof en was ook burgemeester van Neder-Over-Heembeek (1830-1832) en van Sint-Jans-Molenbeek (1836-1842).
          - De dochter, Anne-Marie Meeûs (1797-1874), trouwde met haar volle neef Ferdinand Meeûs en ze kregen elf kinderen.

        - François-Joseph Meeûs (1765-1821) trouwde met Marie-Thérèse Van der Borcht (1766-1815) en als kinderen hadden ze:
          - Pierre-François Meeûs (1792-1867), die bankier werd in het kielzog van zijn jongere broer Ferdinand en, samen met zijn neef Pierre-Joseph Meeûs, de suikerfabriek van Waterloo oprichtte.
          - Ferdinand Meeûs die trouwde met zijn nicht Anne-Marie Meeûs.
          - Drie zussen die trouwden met edellieden.

## Eigendommen
Nadat hij graaf de Meeûs werd, bouwde Ferdinand zich een landgoed aan de rand van het Zoniënwoud, midden in een groot eigendom (tegen het einde van zijn leven 700 ha groot) en gaf het de naam 'Argenteuil'. Dit kasteel, gebouwd in de jaren achttienhonderd dertig, ging in vlammen op en werd in 1858 vervangen door een tweede kasteel, ontworpen door architect Cluysenaar op precies dezelfde plek. Dit gebouw herbergde nadien de Scandinavian School Queen Astrid.
Na de verdeling van de eigendom door de erfgenamen, kochten de Amerikaanse zakenman William Hallam Tuck en zijn Antwerpse vrouw Hilda Bunge in 1929 circa 143 ha, verwijderd van het kasteel. Zij bouwden er een ruim zomerverblijf, bekend onder de naam 'Bellevue' of 'château Tuck'. In 1949 werd de eigendom verkocht aan de Belgische staat. Vanaf 1961 was het de residentie van koning Leopold III en prinses Lilian en werd voortaan 'Domaine d'Argenteuil' genoemd. 
Er is nog een kasteel de Meeûs d'Argenteuil in Tongerlo, ook bekend als Hof ter Bruelen en kasteel van Baron de Trannoy.

## Namen
De meeste leden van de familie de Meeûs kregen in 1937 en 1938 het recht hun naam te verlengen met het toevoegsel 'd'Argenteuil'. Een familietak mocht er in 1953 ook nog 'de Trannoy' aan toevoegen.
In Brussel herinnert de De Meeûssquare aan Ferdinand de Meeûs.

## Bekende telgen
(Allen met het predicaat 'graaf')

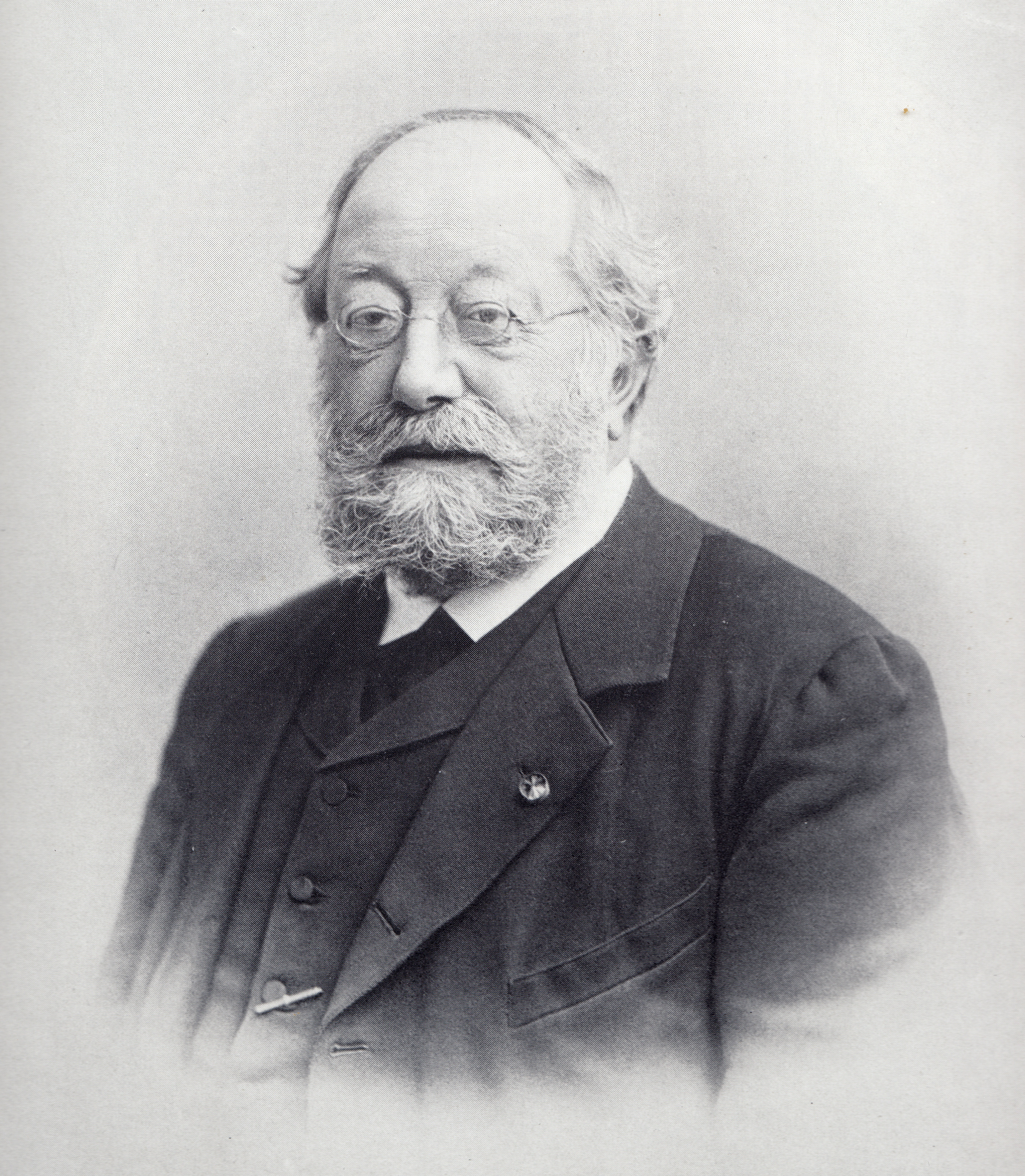
Henri de Meeûs (1826-1913), mede-grondlegger en voorzitter raad van bestuur van de Société Céramique te Maastricht

- Ferdinand Meeûs (1798-1861), Belgisch politicus en bankier x 1822 Anne-Marie Meeûs (1797-1874).
  - Ferdinand de Meeûs (1825-1916) x 1851 Idalie de Potesta (1831-1901).
    - Charles de Meeûs d'Argenteuil (1857-1945), burgemeester van Neerrepen 1) x 1882 barones Louise de Rosen (1862-1892), 2) x 1896 Anne du Bois d'Aische (1865-1920).

  - Henri Joseph Ferdinand de Meeûs (1826-1913), een van de grondleggers van de Société Céramique in Maastricht x Amélie de Potesta (1832-1892).
    - Louis de Meeûs (1857-1924), voorzitter raad van bestuur Société Céramique, gehuwd met Anne Marie Joséphine Henriette Martini (1864-1950).
    - Edouard de Meeûs d'Argenteuil (1874-1944), bestuurder van de Société Céramique en burgemeester van Kerkom x 1898 barones Rosine de Moffarts van Brienen (1875-1955).
      - Adhémar de Meeûs d'Argenteuil (1899-1973), bestuurder van Société Céramique en burgemeester; ongehuwd.

  - Joseph de Meeûs (1829-1910) x 1855 Marie Grimpel du Goulot (1834-1913).
  - Eugène de Meeûs (1834-1915) x 1866 Marie-Christine du Couëdic de Kergoaler (1843-1925).
    - Francis de Meeûs d'Argenteuil (1867-1918) x 1899 Mariette de Creeft (1877-1945).
      - Gérard de Meeûs d'Argenteuil (1900-1993), monnik in de Sint-Andriesabdij.
      - Roger de Meeûs d'Argenteuil (1902-1999), burgemeester van Boëlhe x 1925 Isabelle de Wouters d'Oplinter (1905-1974).

    - André de Meeûs d'Argenteuil (1879-1972), grootmeester van het Huis van koningin Elisabeth x 1905 Isabelle de Villegas de Clercamp (1884-1943).
      - Raoul de Meeûs d'Argenteuil (1907-1991) x 1934 jkvr. Geneviève de Trannoy (1912-2006), laatste telg van het oorspronkelijk Franse, vanaf 1883 Belgische adellijke geslacht De Trannoy.
        - Henri, Alain en André de Meeûs d'Argenteuil mogen bij KB van 27 oktober 1953 'de Trannoy' aan hun naam en die van hun nakomelingen toevoegen.

      - Hervé de Meeûs d'Argenteuil (° 1922) x 1945 Nicole de Marcq de Tiège (1924-2013).

  - Paul de Meeûs (1841-1922) x 1870 Céline Darrigade (1850-1926).

## Voetnoten
1. ↑  Toerisme Westerlo: Kasteel de Meeûs d' Argenteuil